# Descoperirea Americii

Cele patru călătorii ale lui Cristofor Columb

Descoperirea Americii este un eveniment în urma căruia locuitorii din Lumea Veche au descoperit America, sau Lumea Nouă, constituită din două continente. Amerindienii au pătruns în această parte a lumii cu circa 25000 de ani î.e.n. Leif Eriksson a ajuns primul în America de Nord (fără a considera și Groenlanda) în jurul anului 1000. Cristofor Columb a făcut patru expediții în America de Nord la sfârșitul secolului al XV-lea, dar el considera că  a ajuns în Asia. Ulterior, cartograful german Martin Waldseemüller a numit noua regiune a lumii America, în cinstea lui Amerigo Vespucci.

## Descoperiri din Evul Mediu
Oficial, Cristofor Columb a descoperit America, dar există dovezi conform cărora vikingii au fost primii care au descoperit teritoriul american, ei  pășind pe aceste meleaguri cu cinci secole înainte de Cristofor Columb, descoperind mai întâi Groenlanda, la sfârșitul secolului al X-lea, sub conducerea lui Erik cel Roșu, iar apoi sub conducerea lui Leif Eriksson (fiul lui Erik cel Roșu), au debarcat pe coasta sudică a Golfului Sfântul Laurențiu.

## Călătoriile lui Cristofor Columb

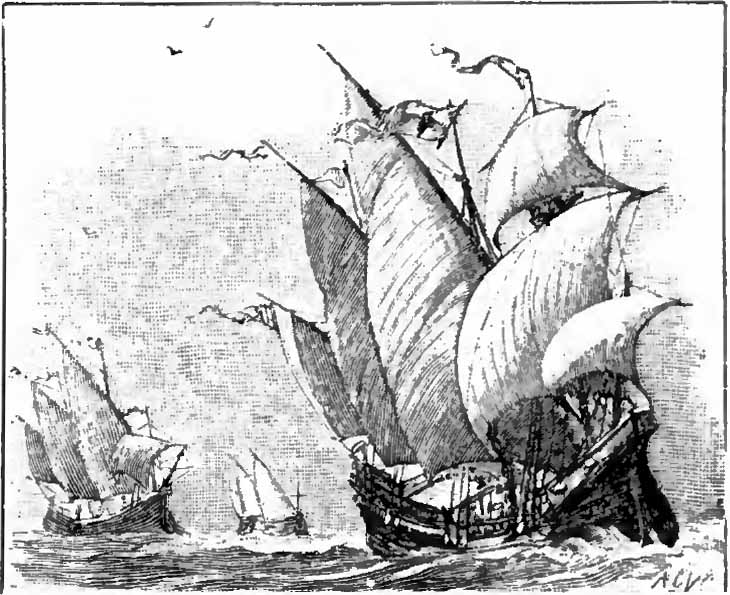
Desen al celor 3 corăbii ale celei dintâi călătorii a lui Cristofor Columb către "Lumea Nouă": Santa Maria, Pinta și Niña.

Descoperirea Americii se datorează „unei erori norocoase”. Pe baza credinței că pământul este rotund și că Apusul Europei nu este separat de Extremul Orient decât prin Oceanul Atlantic, Cristofor Columb a pornit în anul 1492, să descopere drumul Indiilor spre vest și a nimerit, fără să-și fi dat seama, în America.
După cum rezultă din documentele recent descoperite în arhivele Genovei, Cristofor Columb s-a născut între 26 august și 31 octombrie 1451, dintr-o familie de țesători genovezi, care ținea și un debit de vinuri. Nu avea deci strămoși nobili, nu a făcut studii universitare strălucite, nu putea avea cultura științifică, nici relațiile savante, nici experiența maritimă „de 40 de ani”, cu care avea să se laude mai târziu. După ce a urmat un timp meseria tatălui său, a făcut ca marinar câteva călătorii în Mediterană și a luat parte la o expediție în Anglia, apoi s-a stabilit la Lisabona, unde trăia, împreună cu fratele său Bartolomeu, din copierea hărților maritime, tot aici se căsătorește. Descoperirile portugheze, care făceau necontenite progrese, i-au atras într-atât atenția, încât s-a dus și el în Guineea Portugheză. Poveștile navigatorilor, care pretindeau că au văzut, la vest de Azore, plutind pe ocean, sculpturi de lemn, trestii uriașe și lemne necunoscute în Europa, confirmau indicațiile multor hărți care arătau existența unor insule așezate în largul oceanului neexplorat. Pe de altă parte, Cristofor Columb a cunoscut harta și scrisoarea celebrului medic și astronom Florentin Paolo Toscanelli, trimise unui preot portughez în 1474. Scrisoarea care s-a păstrat vorbește de un drum spre Indii și spre insula Cipangu (Japonia). „Insula aceasta este bogată în aur, în perle și în pietre prețioase; templele și palatele sunt acoperite cu aur masiv”. Indicațiile lui Toscanelli, care reduceau cu o treime circumferința pământului, întăriră credința lui Columb că, plutind spre vest, „ar descoperi Cipangu și alte insule necunoscute”.
În 1483, Columb îi ceru regelui Ioan al II lea al Portugaliei trei corăbii aprovizionate pentru un an. La avizul cosiliului său, Ioan al II lea declină propunerea. Prin fratele său Bartolomeu, Columb făcu aceeași cerere regelui Angliei și regelui Franței, dar a fost refuzat și de aceștia. Atunci s-a stabilit în Spania, unde și-a asigurat protecția ducelui Medina Celi și a altor demnitari de la curte. Propunerea lui a fost supusă unei comisii, ai cărei membri în unanimitate o găsiră inacceptabilă. La intervenția confesorului său, Isabella primi totuși pe Columb și după căderea Grenadei, îi acceptă condițiile .
Prin convenția de la Santa Fe, Columb primea titlul aproape princiar de amiral, viceregalitatea tuturor pământurilor pe care ar putea să le descopere și a zecea parte din produsul comerțului cu aceste țări.
La 3 august 1492, Columb părăsi portul Palos cu trei corăbii și 120 de oameni, corabia pe care era îmbarcat Cristofor Columb se numea Santa Maria, celelalte se numeau Nina și Pinta. După ce atinse insulele Canare, se avântă în necunoscut. Împinse de un vânt favorabil, corăbiile mergeau atât de repede, încât, în zorii zilei de 12 octombrie, marinarii zăriră la marginea orizontului o fâșie de pământ. Columb credea că se află în fața Cipangului. În realitate, se afla în fața insulelor Bahama. Peste câteva zile, el descoperi insula Cuba pe care o luă drept Cipangu, apoi insula Haiti pe care, din cauza climei sale asemănătoare Spaniei, o botează Espanola. Toate aceste insule erau locuite de băștinași bruni, aproape goi, dar împodobiți cu obiecte de aur. Convins că a ajuns în Indii, Columb i-a numit indieni. După ce, din resturile uneia din corăbiile sale naufragiate, a construit prima tabără spaniolă în Haiti, Columb a ordonat întoarcerea și la 15 martie 1493, a sosit în Spania, cu doi haitieni și câteva mostre de aur, încredințat că a descoperit țara aurului.
Columb a mai făcut încă trei călătorii în America. În cursul celei de-a doua (septembrie 1493 – iunie 1496), a descoperit o serie de insule din grupul Antilelor mici, locuite de caraibii sălbatici, dar inteligenți, a ajuns apoi la Espanola, unde a găsit fortul de lemn distrus și garnizoana măcelărită; iar în drum spre Cuba a descoperit Jamaica. Convins că la Cuba a atins continentul asiatic, s-a întors la Cadiz.
Expediția a treia (mai 1498 – noiembrie 1500) l-a condus la gura Orinocului și i-a permis să atingă pentru prima oară continentul nou, iar în cursul călătoriei a patra (mai 1502 – noiembrie 1504), a explorat litoralul Americii Centrale și a venit în contact cu civilizația maya din Yucatan.
Columb nu a corespuns speranțelor pe care Spania le pusese în el. Coloniștii care l-au însoțit au descoperit țări mănoase, dar nu au găsit comorile de aur la care se așteptau. Ei au început să se certe între dânșii și să trimită în Spania plângeri împotriva lui Columb. Pentru a pune capăt acestor conflicte, amiralul însuși a cerut reginei Isabella să trimită un comisar care să verifice plângerile îndreptate contra lui. Comisarul l-a pus pe Columb în lanțuri și l-a trimis în Europa. Regina l-a eliberat, dar nu l-a mai lăsat stăpân pe țările descoperite. În ultima sa expediție, Columb și-a pierdut corăbiile pe coasta Americii Centrale și s-a întors bolnav în Spania (1504). El a murit, în 1506, sărac și aproape uitat, fără să știe că a dat Castiliei o Lume Nouă.
Primul care anunță lumii descoperirea unui nou continent este Amerigo Vespucci. Originar din Florența, Vespucci ajunse în Spania pe la 1490, ca agent al Băncii Medici. În 1498 o calatorie, care-l conduseră pe coasta nord-est a Americii de Sud, numită de el Venezuela adică “Veneția Mică”, din cauza locuințelor construite de indieni pe apă. În descrierile sale de călătorie, Vespucci a susținut că pământul explorat de el aparține unui continent nou. Umanistul german Ringmann a propus și posteritatea a aprobat, ca Lumea Nouă descrisă de Vespucci să fie numită America după numele exploratorului. Numele acesta s-a generalizat la mijlocul secolului al XVI-lea.
Explorările geografice, care culminează cu descoperirea Americii, au fost încoronarea unor lungi sforțări care au început cu cruciadele și s-au intensificat în secolul al XV-lea, sub acțiunea unor cauze economice, politice, intelectuale și religioase.

## Vezi și
- Schimbul columbian